# مشو (رامیان)
مشو، روستایی است از توابع بخش فندرسک شهرستان رامیان در استان گلستان ایران.

## جمعیت
این روستا در دهستان فندرسک جنوبی قرار دارد و براساس سرشماری مرکز آمار ایران در سال ۱۳۸۵، جمعیت آن ۱۴۶ نفر (۳۷خانوار) بوده‌است.